# Liaisons à New York
Pour les articles homonymes, voir The Only Living Boy in New York (homonymie).
Pour plus de détails, voir Fiche technique et Distribution.
Liaisons à New York (The Only Living Boy in New York) est un film américain réalisé par Marc Webb, sorti en 2017.

## Synopsis
Fraîchement diplômé, Thomas Webb est un étudiant issu d'une riche famille d'éditeurs new-yorkais et rêve de devenir écrivain. Un jour, il découvre que son père entretient une liaison avec une autre femme, qu'il trouve magnifique. Voulant protéger sa mère de nature fragile, il décide de ne rien lui dire. Obsédé par l'aventure extra-conjugale de son père avec cette femme, nommée Johanna et dont la beauté l'éblouit, il décide de faire sa connaissance. Johanna et le jeune homme débutent alors à leur tour une liaison ensemble. Cette rencontre permet à Thomas de passer à l'âge adulte.

## Fiche technique
Sauf indication contraire, les informations mentionnées dans cette section peuvent être confirmées par la base de données cinématographiques IMDb,  présente dans la section « Liens externes ».
- Titre original : The Only Living Boy in New York
- Titre français : Liaisons à New York
- Réalisation : Marc Webb
- Scénario : Allan Loeb
- Décors : Ellen Christiansen
- Costumes : Michelle Matland
- Photographie : Stuart Dryburgh
- Montage : Tim Streeto
- Musique : Rob Simonsen
- Production : Albert Berger et Ron Yerxa

Production déléguéé : Jeff Bridges,  John Fogel et Mari-Jo Winkler
- Sociétés de production : Big Indie Pictures, Amazon Studios et Bona Fide Productions
- Sociétés de distribution : Roadside Attractions / Amazon Studios (États-Unis), The Searchers (Belgique), Metropolitan Filmexport (France)
- Budget : n/a
- Pays d'origine :  États-Unis
- Langue originale : anglais
- Format : couleur
- Genre : drame
- Durée : 88 minutes
- Dates de sortie[1],[2] :
  - États-Unis : 11 août 2017
  - France : 6 septembre 2017 (Festival du cinéma américain de Deauville, unique sortie cinéma) ; 21 février 2018 (sorti en DVD)

## Distribution
- Callum Turner (VFB : Pierre Lognay) : Thomas Webb
- Kate Beckinsale (VFB : Célia Torrens) : Johanna
- Pierce Brosnan (VF : Emmanuel Jacomy) : Ethan Webb
- Cynthia Nixon (VFB : Nathalie Hugo) : Judith Webb
- Jeff Bridges (VFB : Robert Guilmard) : W. F. Gerald alias Julian Stellar
- Kiersey Clemons (VFB : Helena Coppejans) : Mimi Pastori
- Debi Mazar : Anna
- Bill Camp (VF : Francis Adam) : oncle Buster
- Tate Donovan : George
- Wallace Shawn : David
- Anh Duong : Barbara
- John Bolger (en) : Irwin Sanders
- James Saito : James
- Madhur Jaffrey : Madhur
- Peter Francis James (en) : Peter

Version française
- Studio de doublage : Dubbing Brothers Belgique
- Direction artistique : Géraldine Frippiat
- Adaptation des dialogues : Vincent Violette

## Production

### Genèse et développement
Le film emprunte son titre à la chanson du même nom de Simon and Garfunkel.

### Tournage
Le tournage a eu lieu à New York.

## Sortie

### Critique
Sur Metacritic, le film décroche une note moyenne de 33⁄100 pour 23 critiques.
Sur Rotten Tomatoes, il obtient 30 % d'opinions favorables et une note moyenne de 4,4⁄10 pour 64 avis recensés.

### Box-office
| Pays ou région    | Box-office  | Date d'arrêt du box-office | Nombre de semaines |
| ----------------- | ----------- | -------------------------- | ------------------ |
| États-Unis Canada | 624 332 $   | 28 septembre 2017          | 7                  |
| Monde             | 2 550 321 $ | -                          | -                  |